# ABC Signature
Touchstone Television Productions, tên thương mại là ABC Studios, là một xưởng sản xuất phim truyền hình Mỹ trực thuộc Disney Broadcast Studios của Walt Disney Televison (cả hai đều thuộc sở hữu của Công ty Walt Disney). ABC Studios được thành lập với tư cách biểu ngữ cho Truyền hình Touchstone vào năm 1985 và lấy tên như hiện tại vào ngày 28 tháng 5 năm 2007.